# Oreja

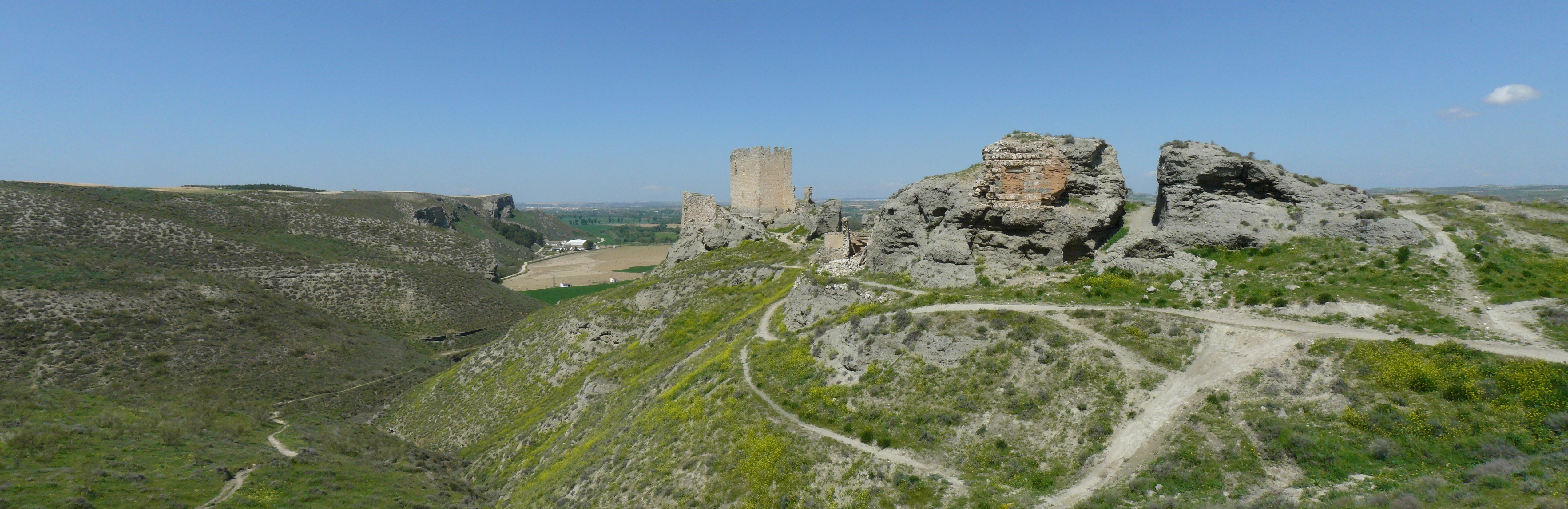
Ruiny zamku w Oreja

Oreja to ruiny miejscowości w Hiszpanii położonej na płaskowyżu Stół Okani (Mesa de Ocańa), w regionie Kastylia-La Mancha.